# Мармарашен
Мармарашен (арм. Մարմարաշեն) — село в Араратской области Армении.

## География
Село расположено в западной части марза, при автодороге , на расстоянии 20 км к северо-западу от города Арташат, административного центра области. Абсолютная высота — 855 м над уровнем моря.
Климат
Климат характеризуется как семиаридный (BSk в классификации климатов Кёппена). Среднегодовая температура воздуха составляет 12,6 °C. Средняя температура самого холодного месяца (января) составляет −2,6 °С, самого жаркого месяца (июля) — 26,2 °С. Расчётная многолетняя норма атмосферных осадков — 286 мм. Наибольшее количество осадков выпадает в мае (48 мм).

## История
Прежнее название села — Агамзалу. По словам азербайджанского топонимиста Ситары Мирмахмудовой, тюркский топоним Агамзалу (азерб. Ағ Һәмзәли) является антропонимическим ойконимом, По информации, собранной из села, оно было названо Аггамзалу из-за того, что в месте под названием Аггышлаг было основано село Гамзалу, а слова гышлаг впоследствии вышло из употребления.
Иван Шопен отмечал, что согласно сведениям из "Камерального описания", составленного в 1829-1831 годах, в селе Аг-гамзали Гарнибасарского магала Эриванской провинции проживало 435 человек, из которых 232 - мусульмане ("мюгаммедане"), и 203 - армяне, переселившиеся из Персии после заключения Туркманчайского договора (1828) сторонами Русско-персидской войны (1826—1828).
По данным «Сборника сведений о Кавказе» за 1880 год в селе Агамзалу Эриванского уезда проживало 317 человек армянской национальности ("народности") и армяно-григорианского вероисповедания и 301 человек "татарской народности" (азербайджанцев) шиитского вероисповедания. Также в селе была расположена армяно-григорианская церковь.
Согласно Кавказскому календарю, население села к 1911 году — 859 человек, в основном армяне, в 1915 году — 1390 человек, уже преимущественно азербайджанцы (в источнике — «татары»).

## Население
| Год переписи | Население          | Население          | Население          | Население            | Население            | Население            |
| Год переписи | Наличное население | Наличное население | Наличное население | Постоянное население | Постоянное население | Постоянное население |
| Год переписи | Всего              | Мужчины            | Женщины            | Всего                | Мужчины              | Женщины              |
| ------------ | ------------------ | ------------------ | ------------------ | -------------------- | -------------------- | -------------------- |
| 2001         | 2967               | 1449               | 1518               | 3112                 | 1538                 | 1574                 |
| 2011         | 2826               | 1389               | 1437               | 2871                 | 1428                 | 1443                 |